# Dönme Dolap
"Dönme Dolap" (em português:"Roda-gigante") foi a canção que representou a Turquia no Festival Eurovisão da Canção 1981 cantada em turco pela banda Modern Folk Üçlüsü e por Ayşegül Aldinç. O referido tema tinha letra e música de Ali Kocatepe e foi orquestrada por Onno Tunçboyacıyan.
A referida canção foi a segunda a ser interpretada no evento  (a seguir à canção austríaca "Wenn du da bist", cantada por Marty Brem e antes da canção alemã "Johnny Blue", cantada por Lena Valaitis. No final da votação, terminou recebendo 9 pontos e o 18.º lugar (empatada com a canção portuguesa) interpretada por Carlos Paião.
A canção turca é uma mistura entre a música tradicional turca e o pop. A letra é um diálogo com um amigo e ali faz-se a comparação entre a vida e uma Roda-gigante, com altos e baixos, avisa-se o referido amigo que o melhor de tudo é a verdadeira amizade, porque é eterna, enquanto o amor pode também não ser.